# IBT 1–5 und ZFE 13–15
Die normalspurigen Tenderlokomotiven IBT 1–5 und ZFE 13–15 waren von der pr. T 3 abgeleitete dreiachsige Tenderlokomotiven, gebaut von Borsig. Es sind neun Lokomotiven bekannt, die für die Zschipkau-Finsterwalder Eisenbahn-Gesellschaft (ZFE), für die Industriebahn Tegel (IBT) und die Niederbarnimer Eisenbahn (NbE) gefertigt wurden.
In Unterscheidung von der Preußischen T 3 werden sie auch als Borsig-Werklok bezeichnet.

## Geschichte

### Zschipkau-Finsterwalder Eisenbahn-Gesellschaft
Borsig entwickelte 1905 eine schwere Tenderlokomotive der Bauart C n2t mit einer Radsatzfahrmasse von 14 t, sie war vorwiegend für den Einsatz auf Werkbahnen, aber auch für den Einsatz auf Privatbahnen des öffentlichen Verkehrs gedacht.
Die erste Lokomotive dieses Typs mit der Fabriknummer 6185 wurde 1907 von der Zschipkau-Finsterwalder Eisenbahn-Gesellschaft als ZFE 13 beschafft. Zwei weitere Lokomotiven erhielten die Nummern 14 und 15.
Mit der Verstaatlichung der ZFE kamen die Loks zu der DR und erhielten die Betriebsnummern 89 7562–7564. Durch diese nicht korrekte Bezeichnung wurden die Lokomotiven später als Preußische T 3 angesehen. Auch das Gattungszeichen Gt 33.12 war falsch.
Die Lokomotiven wurden von der Deutschen Reichsbahn an verschiedene Betriebe abgegeben. Die 89 7562 gelangte 1957 als Werklok zum LEW Hennigsdorf, wo sie 1965 ausgemustert wurde, die 89 7564 wurde 1958 an ein Braunkohlenkraftwerk in Edderitz verkauft, die Lok wurde 1975 als letzte ihrer Serie ausgemustert. Lediglich die 89 7563 verblieb mit ihrer alten Nummer bis 1963 bei der DR und wurde dann ausgemustert.

### Industriebahn Tegel
Die Industriebahn Tegel beschaffte 1907 bis 1909 drei Lokomotiven dieses Typs und reihte sie als IBT 1–3 ein. 1913 folgte eine vierte und 1920 eine fünfte Lokomotive. Da die Industriebahn Tegel ab 1925 zur Niederbarnimer Eisenbahn gehörte, wurden die Lokomotiven als NbE 11–15 umgezeichnet.

### Niederbarnimer Eisenbahn
1908 beschaffte die Reinickendorf-Liebenwalder-Groß Schönebecker Eisenbahn-Aktien-Gesellschaft mit der Fabriknummer 6846 eine Lokomotive dieses Typs, die nach der Übernahme durch die Niederbarnimer Eisenbahn die Nummer NbE 7 erhielt und den Namen Wandlitz trug. 1931 wurde sie ausgemustert.
Die anderen Lokomotiven der Industriebahn Tegel mit den Betriebsnummern NbE 11–15 wurden nach Ende des Zweiten Weltkrieges von der Deutschen Reichsbahn übernommen und erhielten die Betriebsnummern 89 6409–6413. Die 89 6411 und 89 6413 standen nach Kriegsende in Basdorf im Schadpark, sie wurden 1956 und 1957 ausgemustert.
Die 89 6409 war 1950 in Basdorf, 1953 bis 1962 in Frankfurt (Oder) und zuletzt in Berlin-Pankow beheimatet. Sie wurde 1965 ausgemustert. Die 89 6410 und 89 6412 waren 1950 bis 1953 ebenfalls in Basdorf beheimatet und kamen 1957 nach Berlin-Pankow, wo sie bis zu ihrer Ausmusterung 1965 blieben.

## Konstruktion
Die Lokomotiven waren im Zusammenhang mit der StTE 4–7 konstruiert worden. Die dreiachsigen Maschinen stimmten in den meisten Baugruppen und Ausrüstungsteilen mit ihr überein.
Sie besaßen einen Blechrahmen mit integriertem Wasserkasten. Vor dem Führerhaus lagen kurze seitliche Kohlekästen. Die Achsanordnung war mit Raddurchmesser und Achsstand von der pr. T 3 übernommen worden. Angetrieben wurde der zweite Radsatz, die Steuerung entsprach der Bauart Heusinger. Die Innere Steuerung erfolgte mit Flachschiebern.
Unterschiede gab es bei der Ausführung des Kreuzkopfes: bei den Lokomotiven der Industriebahn Tegel wurde er einschienig ausgeführt, bei denen der ZFE war er zweischienig.
Der Kessel der Lokomotiven entsprach in den wesentlichen Abmessungen dem der vierachsigen StTE 4–7, besaß jedoch eine größere Verdampfungsheizfläche. Um ihn auf das dreiachsige Fahrgestell anzupassen, wurde die Rauchkammer verkürzt ausgeführt. Der Kessel bestand aus zwei Schüssen, auf dem vorderen Schuss war der Dampfdom mit dem Regler untergebracht, auf dem hinteren der Sandkasten. Der Rost des Stehkessels war geringfügig größer als bei den StTE 4–7. Auf dem Stehkessel vor dem Führerhaus war das Sicherheitsventil der Bauart Ramsbotton untergebracht.
Vorhanden waren eine Handbremse und eine indirekten Bremse Bauart Knorr, es wurden die zweite und dritte Achse von vorn abgebremst. Der handbetätigte Sandstreuer sandete den Treibradsatz von vorn und hinten. Die Beleuchtung des Fahrzeuges war ursprünglich eine Petroleumbeleuchtung, bei der Deutschen Reichsbahn wurde sie durch eine elektrische mit einem Turbogenerator ersetzt. Die Lokomotiven der Industriebahn Tegel besaßen ursprünglich Stangenpuffer, später wurden diese gegen Hülsenpuffer getauscht. Die Lokomotiven der ZFE besaßen von Anfang an Hülsenpuffer.